# Еленовка (Оренбургская область)
Еленовка — село в Ясненском городском округе Оренбургской области России.

## История
Основано около 1910--1911 гг. переселенцами с Украины. До 1 января 2016 года село являлось административным центром Еленовского сельсовета.

## География
Село находится в юго-восточной части Оренбургской области, в степной зоне, в пределах Кумакско-Киембайского холмисто-увалистого района Зауральского плато, на левом берегу реки Киембай, на расстоянии примерно 15 километров (по прямой) к юго-юго-западу (SSW) от города Ясный, административного центра района. Абсолютная высота — 302 метра над уровнем моря. Климат умеренный, резко континентальный. Средняя температура января −18 °C, июля — +21 °C. Годовое количество осадков — 250—290 мм.

### Часовой пояс
Село Еленовка, как и вся Оренбургская область, находится в часовой зоне МСК+2. Смещение применяемого времени относительно UTC составляет +5:00.

## Население
| 2010 |
| ---- |
| 788  |

Гендерный состав
По данным Всероссийской переписи населения 2010 года в гендерной структуре населения мужчины составляли 46,95 %, женщины — соответственно 53,05 %.
Национальный состав
Согласно результатам переписи 2002 года, в национальной структуре населения казахи составляли 65 %.

## Инфраструктура
В селе функционируют средняя общеобразовательная школа и детский сад.

## Улицы
Уличная сеть села состоит из десяти улиц.